# Liste des grands aumôniers de France

## Chapelains du roi
- Eustache (mort après 1067), chapelain de Philippe Ier.
- Roger (mort après 1160), aumônier de Louis VII.
- Pierre (mort après 1183), chapelain de Philippe Auguste.
- Denys le Grand, premier chapelain jusqu'en 1349
- Gace de la Bigne, premier chapelain du roi, cour des Rois de France à partir de 1349

## Archichapelains du roi
- Simon de Sully (mort en 1232), archevêque de Bourges
- Guillaume de Senna (mort après 1287)
- Gilles de Pontoise, abbé de Saint-Denis, archichapelain de Philippe IV le Bel

## Aumôniers du roi
- Guillaume d'Ercuis (mort en 1314), aumônier du Philippe III le Hardi, précepteur de son fils
- Guillaume Morin (mort après 1321), aumônier de Philippe IV le Bel
- Guillaume de Feucherolles (mort après 1342)
- Jean Droin (mort après 1355)
- Michel de Brêche (mort en 1366), évêque du Mans, aumônier du roi de 1351 à 1353
- Geoffroy le Bouteiller de Senlis (mort en 1377), premier chapelain du roi
- Pierre de Prouverville (mort après 1377), aumônier du roi de 1371 à 1377
- Michel de Creney (mort après 1385), aumônier du roi en 1385
- Pierre d'Ailly (mort en 1425), prince-évêque de Cambrai, aumônier du roi en 1391
- Jean Courtecuisse (mort après 1422), évêque de Paris et de Genève
- Gilles Deschamps (mort en 1413), cardinal et évêque de Coutances, premier chapelain du roi
- Étienne de Montmoret, aumônier de Charles VII (1422-1424-1429)
- Jean d'Aussy (mort en 1453), évêque-duc de Langres et Pair de France
- Jean de la Balue (mort en 1499), cardinal-évêque d'Évreux, aumônier de Louis XI (avant 1469)
- Angelo Catho de Supino (mort en 1495), archevêque de Vienne, grand aumônier du roi (1476)
- Jean Lhuillier (mort en 1500), évêque de Meaux
- Jean de Rély (mort en 1498), évêque d'Évreux et d'Angers

## Grands aumôniers du roi
- 1486-1514 : Geoffroy de Pompadour (mort en 1514), évêque du Puy-en-Velay, comte du Velay.
- 1514-1515 : François Le Roy de Chavigny (mort après 1514).
- 1516-1519 : Adrien Gouffier de Boisy (mort en 1523), cardinal, évêque de Coutances et d'Albi.
- 1519-1526 : François Desmoulins de Rochefort, prieur commendataire de l'abbaye Saint-Magloire de Léhon en 1524.
- 1526-1543 : Jean Le Veneur (mort en 1543), comte-évêque de Lisieux, cardinal en 1533.
- 1543-1547 : Antoine Sanguin de Meudon (mort en 1559), cardinal, évêque d'Orléans (1533) et de Limoges (1544), archevêque de Toulouse (1551).
- 1547-1548 : Philippe de Cossé-Brissac (1509-1548), évêque de Coutances (1530).
- 1548-1552 : Pierre du Chastel (mort en 1553), évêque de Tulle (1539), de Mâcon (1544) et d'Orléans (1551).

## Grands aumôniers de France
- 1552-1556 : Bernard de Ruthie (mort en 1556), abbé de Pontlevoy.
- 1556-1559 : Louis de Brézé (mort en 1589), évêque de Meaux.
- 1559-1560 : Charles d'Humières (mort en 1571), évêque de Bayeux.
- 1560-1591 : Jacques Amyot (1513-1593), évêque d'Auxerre en 1570.
- 1591-1606 : Renaud de Beaune (1527-1606), archevêque de Bourges jusqu'en 1602 et archevêque de Sens en 1594.
- 1606-1618 : Jacques Du Perron (1556-1618), cardinal, archevêque de Sens.
- 1618-1632 : François de La Rochefoucauld, cardinal, évêque de Senlis.
- 1632-1653 : Alphonse de Richelieu (1582-1653), cardinal, archevêque de Lyon et primat des Gaules.
- 1653-1671 : Antonio Barberini (1607-1671), cardinal italien, évêque de Poitiers puis archevêque-duc de Reims en 1657, évêque de Palestrina, duc de Segny.
- 1671-1700 : Emmanuel-Théodose de La Tour d'Auvergne (1643-1715), cardinal, évêque d'Albano en 1689.
- 1700-1706 : Pierre du Cambout (1636-1706), cardinal, évêque d'Orléans, duc de Coislin.
- 1706-1713 : Toussaint de Forbin-Janson (1629-1713), cardinal, comte-évêque de Beauvais.
- 1713-1742 : Gaston de Rohan (1674-1749), cardinal, prince-évêque de Strasbourg.
- 1742-1745 : Frédéric-Jérôme de La Rochefoucauld (1701-1757), archevêque de Bourges.
- 1745-1748 : François-Armand de Rohan-Soubise (1717-1756), prince-abbé de Lure et de Murbach, cardinal en 1747.
- 1748-1759 : Nicolas-Charles de Saulx-Tavannes (1690-1759), archevêque de Rouen, cardinal en 1756.
- 1760-1777 : Charles Antoine de La Roche-Aymon (1697-1777), archevêque de Narbonne puis duc-archevêque de Reims en 1762 et cardinal en 1771.
- 1777-1786 : Louis-René de Rohan (1734-1803), cardinal en 1778 et prince-évêque de Strasbourg en 1779.
- 1786-1791 : Louis-Joseph de Montmorency-Laval (1724-1808), prince-évêque de Metz, cardinal en 1789.

Premier Empire
- 1805-1814 : Joseph Fesch (1763-1839), cardinal, archevêque de Lyon et primat des Gaules.

Restauration et monarchie de Juillet.
- 1814-1821 : Alexandre-Angélique de Talleyrand-Périgord (1736-1821), cardinal et archevêque de Paris en 1817.
- 1821-1844 : Gustave Maximilien Juste de Croÿ (1773-1844), évêque de Strasbourg puis archevêque de Rouen en 1823, cardinal en 1825.

Second Empire
- 1857-1862 : François Morlot (1795-1862), cardinal et archevêque de Paris.
- 1863-1871 : Georges Darboy (1813-1871), archevêque de Paris.